# Roti (ilha)

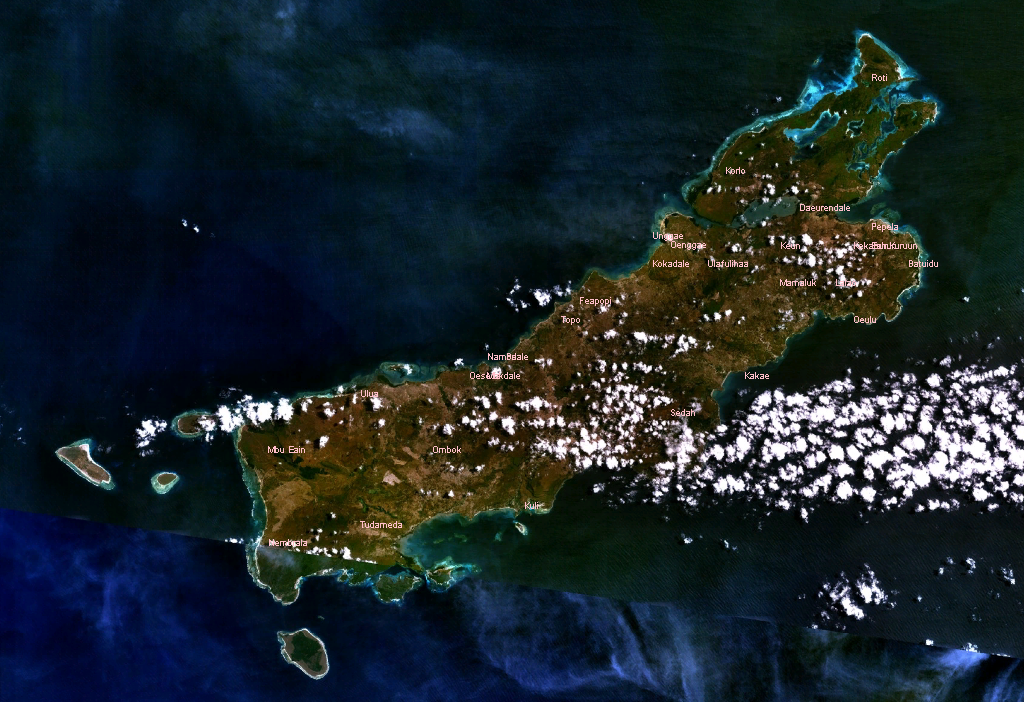
Imagem de satélite de Roti

Roti (também escrita "Rote") é uma das ilhas mais a sul da Indonésia, apenas ultrapassada pela próxima Ilha Pamana, atravessada pelo Paralelo 11 S. É uma das Pequenas Ilhas da Sonda e fica a sudoeste de Timor, a 500 km da costa australiana e a 170 km das ilhas Ashmore e Cartier. Tem uma área de 1 200 km².
Está incluída na província de Sonda Oriental.